# Erland Borglund
Erland Fredrik Borglund, född den 6 augusti 1894 i Göteborg, död den 20 april 1974 i Dals Långed, Steneby församling, Älvsborgs län, var en svensk skolledare.
Borglund avlade folkskollärarexamen i Göteborg 1916. Han var lärare i Stenkyrka 1917–1919 och i Steneby 1920–1945, År 1929 grundade han tillsammans med folkskollärarkollegan Josef Andersson Steneby hemslöjdsförening som han var föreståndare för åren 1929–1954. Han var rektor för Steneby yrkesskola 1935–1954 och för Älvsborgs läns landstings centrala yrkesskola i Steneby 1954–1958. Borglund var styrelseledamot i Svenska hemslöjdsföreningarnas riksförbund 1944–1963, rikskonsulent där 1956–1963, ordförande i Slöjdbygdernas engrosförsäljning 1951–1957 och innehavare av firman Fritidsslöjd från 1959. Han publicerade Steneby 10 år (1939), Småslöjd (1939), Sysselsättningsterapi på sjukhus och vårdanstalter (1944), Handbok i korgflätning (1947), Halmslöjd (1955), Vi slöjda rörliga leksaker (1957) och Halm- och sävmodeller (1960). Borglund blev riddare av Vasaorden 1948 och av Nordstjärneorden 1954. Han tilldelades Dalslandsmedaljen 1960. Borglund vilar på Steneby kyrkogård.